# Schieten

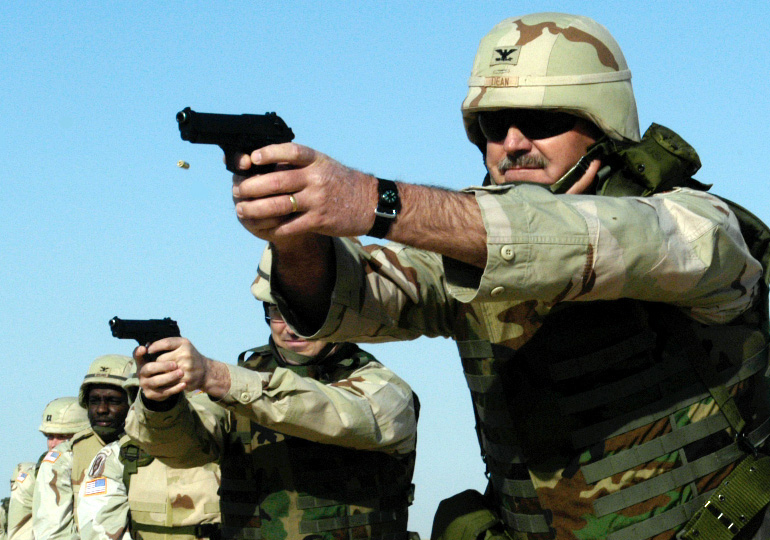
Een soldaat schiet met een pistool

Schieten is het afvuren van een projectiel met behulp van een vuurwapen of ander hiervoor gemaakt hulpmiddel zoals een (kruis)boog. Ook het afvuren van artilleriewapens en raketten wordt schieten genoemd. Iemand die aan schieten doet is een schutter. Afhankelijk van het soort wapen waarmee een schutter schiet bestaan er enkele subgroepen, zoals de scherpschutter.
De manier van schieten is sterk afhankelijk van het type wapen dat men gebruikt en de omstandigheden waaronder dit wapen gebruikt wordt. Schieten kan liggend, staand of in geknielde positie, afhankelijk van wat het handigst is voor het raken van een doelwit. 
Schieten wordt op professioneel niveau beoefend als sport.